# Auvet-et-la-Chapelotte
Auvet-et-la-Chapelotte – miejscowość i gmina we Francji, w regionie Burgundia-Franche-Comté, w departamencie Górna Saona.
Według danych na rok 1990 gminę zamieszkiwało 240 osób, a gęstość zaludnienia wynosiła 17 osób/km² (wśród 1786 gmin Franche-Comté Auvet-et-la-Chapelotte plasuje się na 507. miejscu pod względem liczby ludności, natomiast pod względem powierzchni na miejscu 243.).